# Chứng khó học
Chứng khó học là một hội chứng bao gồm một số rối loạn mà người bệnh có khó khăn trong việc học tập theo một phương pháp thông thường, gây ra bởi một hoặc nhiều yếu tố không xác định. Yếu tố thường là những rối loạn ảnh hưởng đến khả năng của não bộ tiếp nhận và xử lý thông tin. Một người mang rối loạn này sẽ không thể theo cùng một phương pháp hoặc không thể học hiểu nhanh bằng người bình thường. Những người có chứng khó học sẽ gặp khó khăn khi thực hiện một số kỹ năng cụ thể hoặc không thể hoàn thành bài tập nếu không có sự hỗ trợ của những hình ảnh minh họa hoặc nếu dạy theo phương pháp thông thường.
Một số dạng của chứng khó học là không thể chữa được. Tuy nhiên, với những sự hỗ trợ thích hợp có thể mang lại hiệu quả khắc phục. Tùy thuộc vào loại và mức độ nghiêm trọng của khuyết tật, những hỗ trợ có thể được sử dụng để giúp các bệnh nhân học hỏi theo những phương án định sẵn sẽ cải thiện dần trong tương lai. Các chuyên viên tâm lý sẽ đánh giá những mặt mạnh và mặt yếu của trẻ bị chứng khó học. Sau đó, phụ huynh và giáo viên cùng xây dựng một chương trình giáo dục vừa sức của trẻ. Đặc biệt, tránh gây áp lực bằng những biện pháp bạo lực; cần nhẹ nhàng động viên, cổ vũ, nhắc nhở và chia việc học ra những giai đoạn nhỏ để dễ hiểu.
Có 4 yếu tố: Trẻ bị khiếm khuyết một trong các chức năng tâm lý bình thường. vd: không nhớ lâu, không nói được,... Trẻ có khó khăn trong học tập, đặc biệt trong hoạt động nói, nghe, viết, đọc, làm toán. Mặc dù trẻ có chỉ số IQ bình thường. Trẻ khó học không phải vì mất một trong các giác quan nào đó hoặc do điều kiện khó khăn không được đi học, hoặc do sự khác biệt văn hóa. Có sự khác biệt lớn giữa kết quả học tập thấp và sự phát triển bình thường của các giác quan.